# Jego noc poślubna
Jego noc poślubna (ang. His Wedding Night) – amerykański komediowy krótkometrażowy film niemy z  1917 roku w reżyserii Roscoe 'Fatty' Arbuckle.

## Obsada[1]
- Roscoe 'Fatty' Arbuckle
- Al St. John
- Buster Keaton
- Alice Mann
- Arthur Earle
- Jimmy Bryant
- Josephine Stevens
- Alice Lake